# Różan (gmina)
Pour les articles homonymes, voir Różan.
Różan est une gmina urbaine-rurale (gmina miejsko-wiejska) ou mixte de la powiat de Maków, dans la Voïvodie de Mazovie, dans le centre-est de la Pologne.
Son siège administratif (chef-lieu) est la ville de Różan, qui se situe environ 20 kilomètres à l'est de Maków Mazowiecki (siège de la powiat) et 79 kilomètres au nord de Varsovie (capitale de la Pologne).
La gmina couvre une superficie de 84,1 km2 pour une population de 4 426 habitants en 2006 avec une population de 2 661 habitants pour la ville de Różan et une population de la partie rurale de la gmina de 1 762 habitants.

## Histoire
De 1975 à 1998, la gmina est attachée administrativement à la voïvodie d'Ostrołęka.

Depuis 1999, elle fait partie de la voïvodie de Mazovie.

## Géographie
Outre la ville de Różan, la gmina inclut les villages et localités de :

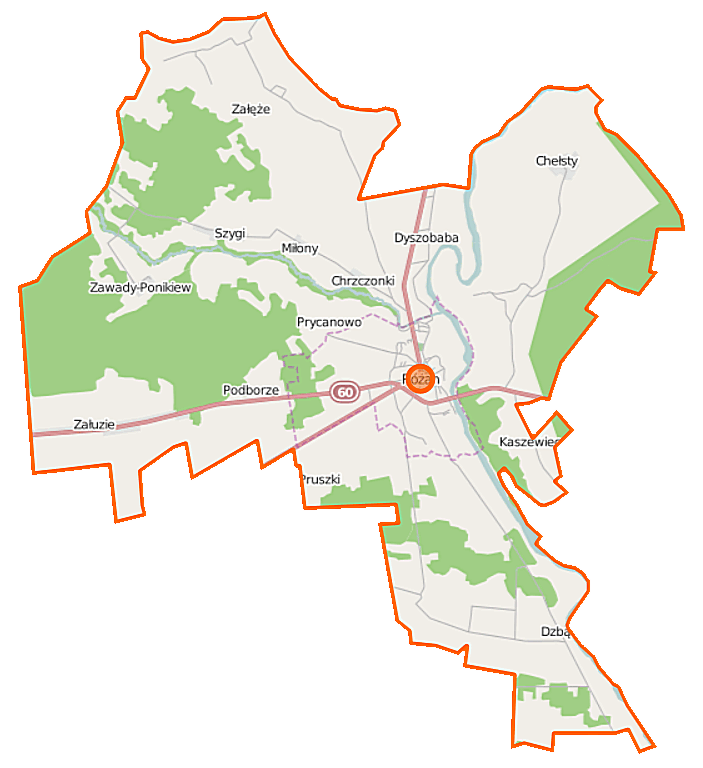
Plan de la gmina

- Chełsty
- Chrzczonki
- Dąbrówka
- Dyszobaba
- Dzbądz
- Kaszewiec
- Miłony
- Mroczki-Rębiszewo
- Podborze
- Prycanowo
- Szygi
- Załęże Wielkie
- Załęże-Eliasze
- Załęże-Gartki
- Załęże-Sędzięta
- Załuzie
- Zawady-Ponikiew

### Gminy voisines
La gmina de Różan est voisine des gminy suivantes :
- Czerwonka
- Goworowo
- Młynarze
- Rzewnie

## Structure du terrain
D'après les données de 2002, la superficie de la commune de Różan est de 84,1 km2, répartis comme tel :
- terres agricoles : 61 %
- forêts : 28 %

La commune représente 7,9 % de la superficie du powiat.

## Démographie
Données du 30 juin 2004 :
| Description        | Total  | Total | Femmes | Femmes | Hommes | Hommes |
| ------------------ | ------ | ----- | ------ | ------ | ------ | ------ |
| Unité              | Nombre | %     | Nombre | %      | Nombre | %      |
| Population         | 4 451  | 100   | 2 246  | 50,5   | 2 205  | 49,5   |
| Densité (hab./km²) | 52,9   | 52,9  | 26,7   | 26,7   | 26,2   | 26,2   |